# Murkha Nayanar
Murkha Nayanar, también conocido como Moorka Nayanar, Murka Nayanar, Moorkha Nayanar, Murgga Nayanar, Moorkka Nayanar y Murkhar, es un santo nayanar, venerado en la secta hindú del Shivaísmo. Generalmente se le cuenta como el trigésimo segundo en la lista de 63 Nayanars.

## Biografía

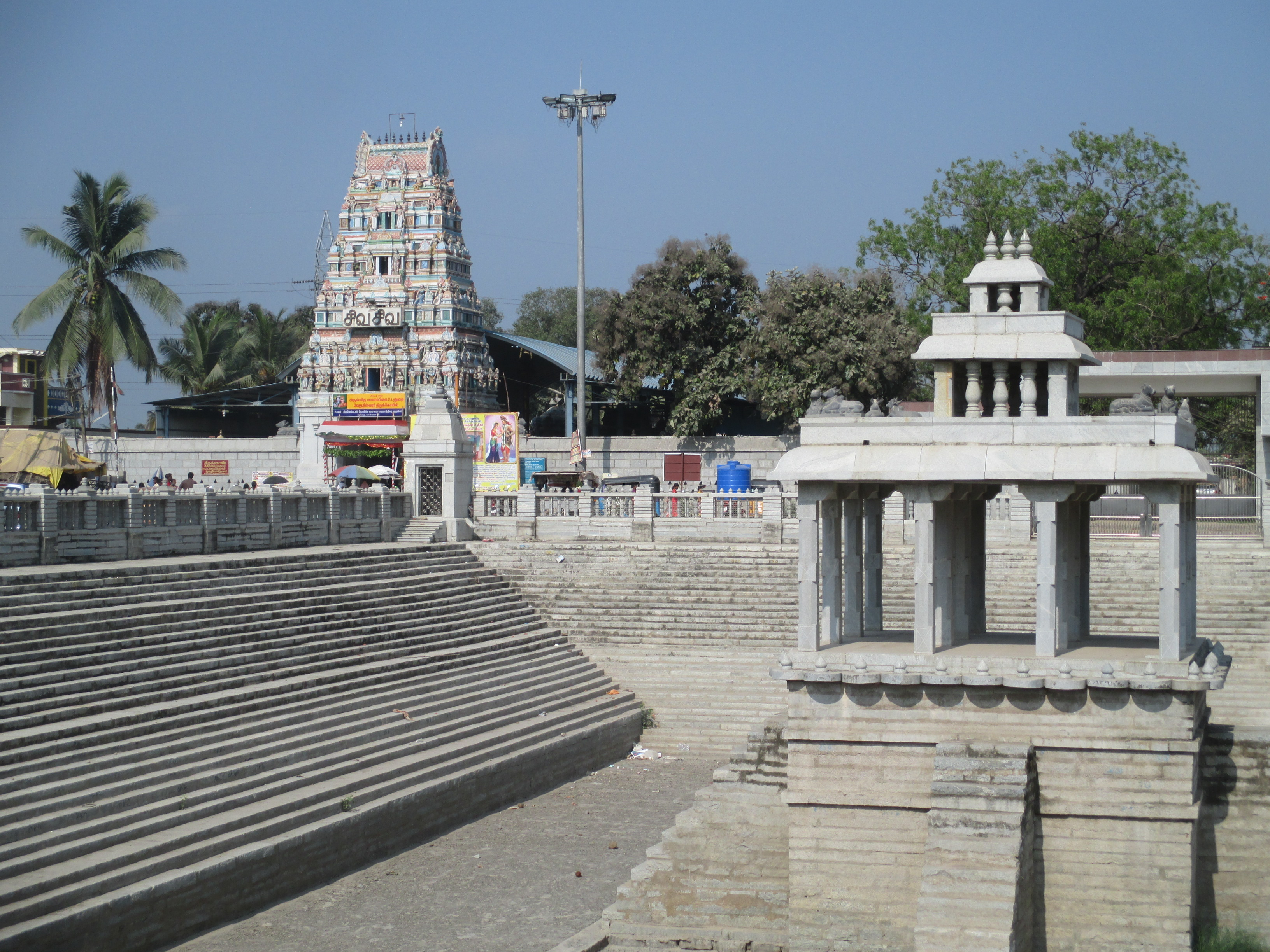
Templo Vedapureeswarar, Thiruverkadu, donde hay un santuario de Murkha Nayanar

La vida de Murkha Nayanar se describe en el Periya Puranam de Sekkizhar del siglo XII, que es una hagiografía de los 63 nayanars.
Murkha nació en Tiruverkadu  o Thiruverkadu, que era parte de Tondai Nadu, entonces parte del reino  Pallava. Tiruverkadu es actualmente un suburbio occidental de la ciudad india de Chennai. Era un Vellalar, una casta de propietarios de tierras agrícolas. Se le describe como un gran devoto del dios Shiva, el dios patrón del Shaivismo. Murkha Nayanar cultivó la devoción por Shiva desde su infancia. Él solía servir a Shiva, sirviendo a Shaivas, los devotos de Shiva. Preparaba arroz con ghee y diversas exquisiteces dulces y saladas y alimentaba a los devotos y gastó toda su riqueza en alimentarlos. Vendió todas sus posesiones, incluyendo sus propiedades y sus esclavos.
Para ganar riqueza y alimentar a los devotos, Murkha se dedicó a los juegos de azar y dominó "el arte". Como la gente de Tiruverkadu no quería apostar, viajó a varias ciudades, apostando y gastando el dinero en servir a Shiva y a sus devotos. Finalmente llegó a Tirukkudanthai, actualmente  Kumbakonam), hogar de numerosos templos Shiva. Para servir una fiesta a los devotos, fue a las casas de juego de la ciudad. Perdió dinero estratégicamente en las rondas iniciales, obligando a los oponentes a apostar más dinero en las rondas posteriores, ganando una gran cantidad de dinero. Solía apuñalar a sus rivales que engañaban o usaban el engaño para ganar o se negaban a pagar después de perder. Sus acciones le valieron el nombre de Murkha Nayanar, traducido como «Nayanar malvado», «Nayanar feroz» y «Nayanar violento». El dinero fue dado a los cocineros para preparar un banquete para los devotos. Él solía comer solo después de que todos los devotos habían comido. Vivió su vida, jugando y sirviendo a los devotos, llegando finalmente a Kailash, la morada de Shiva, después de su muerte.

## Recuerdo

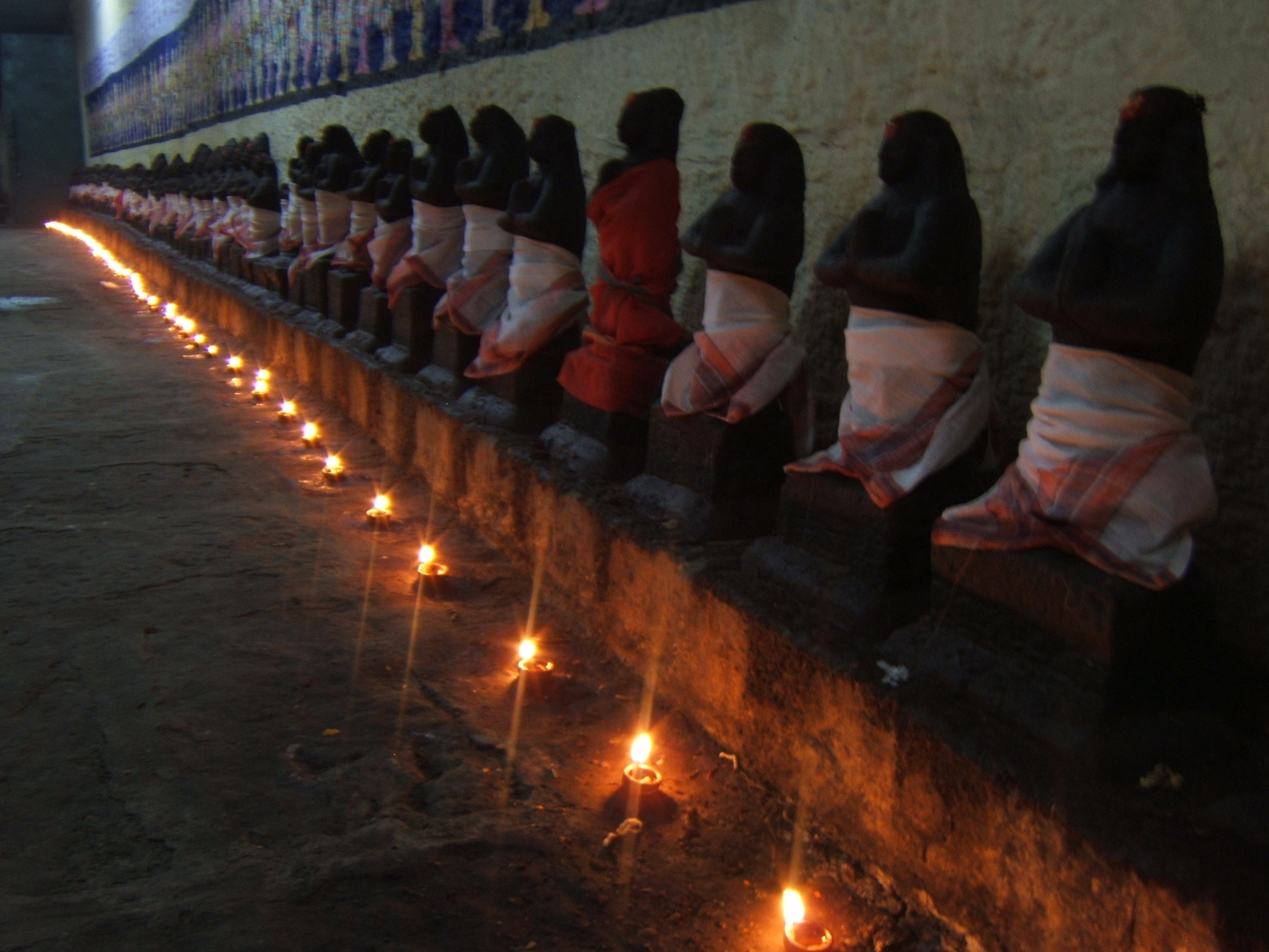
Las imágenes de los nayanars se encuentran en muchos templos Shiva en Tamil Nadu

Murkha Nayanar está representado con las manos cruzadas. En el mes tamil de Karthikai —noviembre-diciembre— se celebra un día sagrado en su honor. Uno de los nayanars más prominentes, Sundarar, del siglo VII se refiere a él como Murkkan o Murkha Nayanar en un himno a los santos de Nayanar. En otro himno a Shiva, elogia a Shiva que acepta al «hábil jugador» —karra cutan—, una referencia a Murkha Nayanar.
Un santuario está dedicado a Murkha Nayanar en el pasillo exterior del Templo de Vedapureeswarar, el templo de Shiva en su ciudad natal de Tiruverkadu. Se celebra una fiesta en su honor en el mes de Karthikai cuando la luna se desplaza hacia el Nakshatra, mansión lunar, de Krittika.
Murkha Nayanar es venerado en el mes tamil de Karthikai, cuando la luna entra en el Mula nakshatra o mansión lunar. Recibe culto colectivo como parte de los 63 Nayanars. Sus iconos y breves relatos de sus hazañas se encuentran en muchos templos de Shiva en Tamil Nadu. Sus imágenes se sacan en procesión en los festivales.